# Erik (Pratchett)
Faust Erik is het negende deel uit de Schijfwereld-serie van de Britse schrijver Terry Pratchett.
Faust Erik, een parodie op Faust, werd in Groot-Brittannië eerst uitgegeven als een losstaand boek over de Schijfwereld in groter formaat en met illustraties van Josh Kirby. Latere heruitgaves werden zonder tekeningen en in het standaardformaat uitgebracht. In het Nederlands verscheen alleen de uitgave zonder illustraties. Mede doordat de illustraties zijn weggevallen is dit veruit het dunste deel uit de Schijfwereld-reeks.

## Samenvatting
Het spookt en de tovenaars van de Gesloten Universiteit (Engels: Unseen University) willen hier het fijne van weten. Met het ritueel van AschKentze roepen de acht hoogste tovenaars onder leiding van de nieuwe aartskanselier Ezroliet Karn (Ezrolith Churn) De Dood op, zodat ze hem om informatie kunnen vragen. Deze antwoordt dat Rinzwind (Rincewind) verantwoordelijk is voor het gespook. Deze verdween tijdens het bewind van betovenaar Munt (zie: Betoverkind) in de kerkerdimensies. Volgens de dood is er een kans van één op een miljoen dat hij hieruit ontsnapt. En dus ontsnapt hij. Hij wordt namelijk opgeroepen door de dertienjarige bezweerder en demonoloog Erik Dondersma (Eric Thursley) uit Pseudopolis, die eist dat Rinzwind drie wensen voor hem vervult: hij wil heerser over de wereld zijn, de mooiste vrouw hebben en het eeuwige leven. Rinzwind brengt Erik aan het verstand dat hij die macht niet heeft, en bijna wordt hij vrijgelaten. Maar dan arriveert Rinzwinds Bagage (The Luggage); Erik gelooft de tovenaar niet meer en opnieuw eist hij dat Rinzwind zijn wensen vervult.
Ondertussen is in de Hel Heer Aastvgl (Lord Astfgl) woedend, omdat Rinzwind in plaats van Hertog Wassenego naar de makkelijk manipuleerbare Erik is gestuurd. Hij roept het duveltje Coaczalfpuql (Quezovercoatl), dat in het Tonca rijk voor god speelde, op om bij de Tonca's orde op zaken te stellen.
- Eriks eerste wens: heerser over de wereld zijn
Rinzwind legt intussen uit dat hij geen wensen kan vervullen, door simpel met z'n vingers te knippen. Maar terwijl hij met zijn vingers knipt bevinden hij, de Bagage en Erik zich ineens boven de Schijf. Erik eist dat alle heersers hem schatting betalen en weer knipt Rinzwind met z'n vingers. Nu bevinden ze zich in de oerwouden van Klatsch in het Tonca rijk (Tezuman Empire), waar ze Ponce Da Quorm ontmoeten. Terwijl Erik door de Tonca's wordt overladen met edelstenen, vertelt Ponce aan Rinzwind wat de Tonca's met de heerser van de wereld van plan zijn. Net voordat Rinzwind, Erik en Ponce geofferd zullen worden, duikt Coaczalfpuql op, om vrijwel meteen door de Bagage te worden opgegeten. De gevangenen worden vrijgelaten en de Bagage wordt aanbeden als de nieuwe god. Da Quorm hervat zijn zoektocht naar de bron van de eeuwige jeugd en Rinzwind en Erik verlaten het Tonca rijk.
- Eriks tweede wens: de mooiste vrouw
Duivelkoning Aastvgl besluit hen terug in de tijd te sturen, ten tijde van de Tsortaanse oorlog. Ze komen terecht in het houten paard van Tsoort dat door de belegerden wordt binnengehaald. Ze worden ontdekt en gevangengenomen, maar dan meldt men dat er een tweede paard voor de poort staat. Dit "paard" is echter kistvormig en heeft talloze beentjes. Tijdens het gevecht dat daarop uitbarst, kunnen Rinzwind en Erik vluchten. Rinzwind kan Erik ervan weerhouden om de schone Halfina (Elenor) te gaan zoeken en ze vluchten Tsoort uit, waarmee ze per ongeluk de Thebiërs de stad inlaten. De Thebische legerleider Oxytachus (Lavaeolus) neemt hen en de Bagage mee in een geheime gang naar de centrale citadel. De redding van Halfina loopt niet helemaal als gepland, ze heeft een aantal kinderen, is wat uitgezakt en wil niet mee. De stad brandt af en iedereen gaat weer naar huis. Erik vertelt Rinzwind nog dat Oxytachus "rins en gezwind" betekent, dus hij was een verre voorouder van Rinzwind.
- Eriks derde wens: eeuwig leven
Weer knipt Rinzwind met z'n vingers, weer reizen ze door de tijd en nu bevinden ze zich in het niets. Ze ontmoeten een Schepper, die met het scheppingsboek de Octavo begint met de schepping. Ping! En dan is er de Schijfwereld. Rinzwind en Erik bevinden zich op de zojuist ontstane wereld, zodat Erik eeuwig kan leven: van het begin tot het einde. Erik maakt een tovercirkel om hen naar Ankh-Meurbork (Ankh-Morpork) te transporteren, maar ze komen terecht in de Hel .
Ze worden welkom geheten door Uggelpatzer (Urglefloggah) in de door Aastvgl gereorganiseerde Hel, die meer op een bureaucratische nachtmerrie lijkt dan op een fatsoenlijke "brandt en lijdt voor eeuwig"-instelling. Ze komen Ponce weer tegen, die de bron van eeuwige jeugd heeft gevonden maar het water vergat te koken. Hertog Wassenego krijgt koning Aastvgl zover dat hij een promotie tot Levenslang President-Generaal de Hel accepteert, zodat deze in een groot kantoor de Volledige, onverkorte, definitieve, uitputtende en diepgravende Analyse van de rol, functie, prioriteiten en doelstellingen kan gaan uitwerken. De nieuwe koning Wassenego verandert de Hel weer zoals die was en besluit Rinzwind en Erik te laten gaan.

## Trivia
- Het Tonca-rijk is natuurlijk een parodie op het Inca rijk en Coaczalfpuql is Quetzalcoatl. De Tsortaanse oorlog is de Trojaanse Oorlog, het paard van Tsoort is het Paard van Troje, Oxytachus is Odysseus en Halfina is Helena van Troje.